# ولادیمیر کوکمن
ولادیمیر کوکمن (چکی: Vladimír Kocman؛ زادهٔ ۵ آوریل ۱۹۵۶) جودوکار اهل چکسلواکی بود.